# Zvezdorodna galaksija
Zvezdorodna galaksija je galaksija koja je podvrgnuta izuzetno visokoj stopi formiranja zvezda u poređenju sa dugoročnom prosečnom stopom formiranja zvezda u galaksiji ili stopom formiranja zvezda koja je uočena u većini drugih galaksija. Na primer, stopa formiranja zvezda u galaksiji Mlečni put je približno 3 M☉/god, dok zvezdorodne galaksije mogu doseći stope formiranja zvezda koje su više od 33 puta veće. U zvezdorodnoj galaksiji brzina formiranja zvezda je toliko velika da će galaksija potrošiti sav svoj gasni rezervoar, iz kojeg se zvezde formiraju, u vremenskom razmaku mnogo kraćem od starosti galaksije. Kao takva, zvezdorodna priroda galaksije je faza, i ona koja obično zauzima kratak period galaksijske evolucije. Većina zvezdorodnih galaksija se nalazi usred spajanja ili bliskog susreta sa drugom galaksijom. Primeri zvezdorodnih galaksija su M82, NGC 4038/NGC 4039 (antenske galaksije) i IC 10.

## Definicija
Zvezdorodne galaksije su definisana sa ova tri međusobno povezana faktora:
1. Brzina kojom galaksija trenutno pretvara gas u zvezde (stopa formiranja zvezda ili SFR).
2. Dostupna količina gasa iz koje se mogu formirati zvezde.
3. Poređenje vremenske skale po kojoj će formiranje zvezda trošiti raspoloživi gas sa starošću ili vremenom rotacije galaksije.

Najčešće korišćene definicije uključuju:
- Kontinuirano formiranja zvezda gde bi trenutni SFR iscrpeo raspoloživi gasni rezervoar mnogo manje od starosti svemira (Hublovo vreme).
- Kontinuirano formiranja zvezda gde bi trenutni SFR iscrpeo raspoloživi gasni rezervoar za mnogo manje vremena od dinamičkog vremenskog raspona galaksije (jedan rotacioni period u disku tipa galaksije).
- Sadašnji SFR, normalizovan prosečnim SFR-om, mnogo je veći od jedinice. Taj osnos se naziva „natalitetni parametar”

### Pokretački mehanizmi
Spajanja i plimske interakcije galaksija bogatih gasom igraju veliku ulogu u pokretanju stvaranja zvezda. Galaksije tokom zvezdorođa često manifestuju plimske repove, što je znak bliskog susreta sa drugom galaksijom ili ishod spajanja. Interakcije između galaksija koje se ne spajaju mogu pokrenuti nestabilne modove rotacije, poput nestabilnosti premoštavanja, što uzrokuje usmeravanje gasa prema jezgru i podstiče nalet zvezdanog formiranja u blizini galaktičkog jezgra. Pokazano je da postoji snažna povezanost između zakošenosti galaksije i mladosti njene zvezdane populacije, pri čemu galaksije nepravilnijeg oblika imaju mlađe centralne zvezdane populacije. Budući da nepravilnosti oblika galaksije mogu uzrokovati plimske interakcije i spajanja galaksija, ovaj rezultat daje dodatne dokaze da spajanja i plimske interakcije mogu izazvati nastanak centralnih zvezda u galaksiji i biti pokretač formiranja zvezda.

### Tipovi
Klasifikacija tipova zvezdorodnih galaksija je teška jer galaksije sa zvezdanim praskom same po sebi ne predstavljaju specifičan tip. U disk galaksijama se mogu javiti zvezdani prasci, a nepravilne galaksije često ispoljavaju čvorove zvezdanog praska koji se šire po nepravilnoj galaksiji. Ipak, astronomi tipično klasifikuju zvezdorodne galaksije na osnovu njihovih najrazličitijih opservacionih karakteristika. Neke od kategorizacija uključuju:
- Plave kompaktne galaksije (BCG). Ove galaksije su često male mase, niske metaličnosti, bez prašine. Pošto su bez prašine i sadrže veliki broj vrućih, mladih zvezda, često su plave u optičkim i ultraljubičastim bojama. Prvobitno se smatralo da su BCG zaista mlade galaksije u procesu formiranja svoje prve generacije zvezda, čime se objašnjava njihov nizak sadržaj metala. Međutim, stare zvezdane populacije su pronađene u većini BCG-a, i smatra se da efikasno mešanje može objasniti očigledan nedostatak prašine i metala. Većina BCG galaksija pokazuje znake nedavnih spajanja i/ili bliskih interakcija. Dobro proučeni BCG galaksije uključuju IZw18 (najbolje izučena galaksija siromašna metalima), ESO338-IG04 i Haro11.
  - Plave kompaktne patuljaste galaksije (BCD galaksije) su male kompaktne galaksije.[5][6]
  - Galaksije zelenog graška (GP) su male kompaktne galaksije koje podsećaju na primordijalne zvezdane eksplozije. Pronašli su ih naučnici građani koji učestvuju u projektu Galaxy Zoo.
- Svetleće infracrvene galaksije (LIRG).
  - Ultra-svetleće infracrvene galaksije (ULIRG). Ove galaksije su generalno izuzetno prašnjavi objekti. Ultraljubičasto zračenje koje proizvodi zatamnjena zvezdana formacija apsorbuje se prašinom i ponovo zrači u infracrvenom spektru na talasnim dužinama od oko 100 mikrometara. Ovo objašnjava ekstremno crvene boje povezane sa ULIRG galaksijama. Nije pouzdano poznato da se UV zračenje proizvodi isključivo formiranjem zvezda, a neki astronomi veruju da se ULIRG napajaju (barem delimično) aktivnim galaktičkim jezgrom (AGN). Rendgenska zapažanja mnogih ULIRG-ova koji prodiru u prašinu sugerišu da su mnoge galaksije zvezdanog praska sistemi sa dvostrukim jezgrom, dajući podršku hipotezi da se ULIRG-ovi napajaju formiranjem zvezda izazvanim velikim spajanjima. Jedna od dobro proučenih ULIRG galaksija je Arp 220.
  - Hiperluminozne infracrvene galaksije (HLIRG), koje se ponekad nazivaju submilimetarskim galaksijama.

- Volf-Rajetove galaksije (WR galaksije), galaksije u kojima su Volf-Rajetove zvezde veliki deo sjajnih zvezda. Volf-Rajetova faza je relativno kratkotrajna faza u životu masivnih zvezda, obično sačinjava 10% ukupnog životnog veka ovih zvezda[8] i usled toga svaka galaksija će verovatno sadržati malo njih. Međutim, pošto su zvezde veoma blistave i imaju veoma karakteristične spektralne karakteristike, moguće je identifikovati ove zvezde u spektrima čitavih galaksija i na taj način se mogu postaviti dobra ograničenja na svojstva zvezdanih prasaka u ovim galaksijama.

### Sastojci
Zvezdorodna galaksija mora imati veliku količinu gasa na raspolaganju za formiranje zvezda. Sama eksplozija može biti izazvana bliskim susretom sa drugom galaksijom (kao što je M81/M82), sudarom sa drugom galaksijom (kao što je Antena) ili drugim procesom koji potiskuje materijal u centar galaksije (kao što je zvezdana traka).
Unutrašnjost zvezdanog praska je prilično ekstremno okruženje. Velike količine gasa omogućavaju formiranje veoma masivne zvezde. Mlade, vruće zvezde jonizuju gas (uglavnom vodonik) oko sebe, stvarajući H II regione. Grupe veoma vrućih zvezda poznate su kao OB asocijacije. Ove zvezde gore veoma sjajno i veoma brzo, i vrlo je verovatno da će eksplodirati na kraju svog života kao supernove.
Nakon eksplozije supernove, izbačeni materijal se širi i postaje ostatak supernove. Ovi ostaci stupaju u interakciju sa okolnim okruženjem unutar zvezdanog praska (međuzvezdani medijum) i mogu biti mesto masera koji se prirodno pojavljuju.
Proučavanje obližnjih zvezdorodnih galaksija može pomoći da se utvrdi istoriju formiranja i evolucije galaksija. Poznat je veliki broj veoma udaljenih galaksija, poput onih uočenih na primer u Hablovom dubokom polju, koje su zvezdorodne galaksije, ali su previše udaljene da bi se mogle detaljno proučavati. Posmatranje obližnjih primera i istraživanje njihovih karakteristika može da pruži predstavu o tome šta se dešavalo u ranom univerzumu, jer ih je svetlost koja se vidi iz ovih udaljenih galaksija napustila kada je univerzum bio mnogo mlađi (pogledajte crveni pomak). Međutim, smatra se da su zvezdorodne galaksije prilično retke u našem lokalnom univerzumu i češće su dalje - što ukazuje da ih je bilo više pre više milijardi godina. Sve galaksije su tada bile bliže jedna drugoj i stoga je veća verovatnoća da će na njih uticati međusobna gravitacija. Češći kontakti su proizveli više zvezdanih eksplozija dok su se galaktički oblici razvijali sa širenjem univerzuma.

## Primeri
M82 je arhetipska zvezdorodna galaksija. Njen visok nivo formiranja zvezda je posledica bliskog susreta sa obližnjom spiralom M81. Mape regiona napravljene radio-teleskopima pokazuju velike tokove neutralnog vodonika koji povezuju dve galaksije, takođe kao rezultat susreta. Radio snimci centralnih regiona M82 takođe pokazuju veliki broj mladih ostataka supernove, zaostalih kada su masivnije zvezde stvorene u zvezdanom prasku došle do kraja svog života. Antena je još jedan sistem zvezdorodnog sistema, detaljnije prikazan na Hablovoj slici, objavljenoj 1997. godine.

## Literatura
- Kennicutt, R. C.; Evans, N. J. (2012). „Star Formation in the Milky Way and Nearby Galaxies”. Annual Review of Astronomy and Astrophysics. 50: 531—608. Bibcode:2012ARA&A..50..531K. arXiv:1204.3552 . doi:10.1146/annurev-astro-081811-125610.
- Weedman, D. W.; Feldman, F. R.; Balzano, V. A.; Ramsey, L. W.; Sramek, R. A.; Wuu, C. -C. (1981). „NGC 7714 – the prototype star-burst galactic nucleus”. The Astrophysical Journal. 248: 105. Bibcode:1981ApJ...248..105W. doi:10.1086/159133.
- Fath, E. A. (1909). „The spectra of some spiral nebulae and globular star clusters”. Lick Observatory Bulletin. 5: 71. Bibcode:1909LicOB...5...71F. doi:10.5479/ADS/bib/1909LicOB.5.71F. hdl:2027/uc1.c2914873 .
- Curtis, H. D. (1918). „Descriptions of 762 Nebulae and Clusters Photographed with the Crossley Reflector”. Publications of Lick Observatory. 13: 9. Bibcode:1918PLicO..13....9C.
- Slipher, V. (1917). „The spectrum and velocity of the nebula N.G.C. 1068 (M 77)”. Lowell Observatory Bulletin. 3: 59. Bibcode:1917LowOB...3...59S.
- Humason, M. L. (1932). „The Emission Spectrum of the Extra-Galactic Nebula N. G. C. 1275”. Publications of the Astronomical Society of the Pacific. 44 (260): 267. Bibcode:1932PASP...44..267H. doi:10.1086/124242 .
- Mayall, N. U. (1934). „The Spectrum of the Spiral Nebula NGC 4151”. Publications of the Astronomical Society of the Pacific. 46 (271): 134. Bibcode:1934PASP...46..134M. doi:10.1086/124429.
- Mayall, N. U. (1939). „The occurrence of λ3727 [O II] in the spectra of extragalactic nebulae”. Lick Observatory Bulletin. 19: 33. Bibcode:1939LicOB..19...33M. doi:10.5479/ADS/bib/1939LicOB.19.33M .
- Seyfert, C. K. (1943). „Nuclear Emission in Spiral Nebulae”. The Astrophysical Journal. 97: 28. Bibcode:1943ApJ....97...28S. doi:10.1086/144488.
- Bolton, J. G.; Stanley, G. J.; Slee, O. B. (1949). „Positions of Three Discrete Sources of Galactic Radio-Frequency Radiation”. Nature. 164 (4159): 101. Bibcode:1949Natur.164..101B. doi:10.1038/164101b0.
- Baade, W.; Minkowski, R. (1954). „Identification of the Radio Sources in Cassiopeia, Cygnus A, and Puppis A.”. The Astrophysical Journal. 119: 206. Bibcode:1954ApJ...119..206B. doi:10.1086/145812.
- Israelian, Garik (1997). „Obituary: Victor Amazaspovich Ambartsumian, 1912 [i.e. 1908] -1996”. Bulletin of the American Astronomical Society. 29 (4): 1466-1467. Архивирано из оригинала 11. 9. 2015. г.

## Spoljašnje veze
- „Chandra :: Field Guide to X-ray Sources :: Starburst Galaxies”. chandra.harvard.edu. Приступљено 29. 12. 2007.